# Nyctimystes
Nyctimystes is een geslacht van kikkers uit de familie Pelodryadidae. Het geslacht werd voor het eerst wetenschappelijk beschreven door Leonhard Hess Stejneger in 1916. De groep werd lange tijd tot de familie boomkikkers (Hylidae) gerekend. In de literatuur wordt daarom vaak de verouderde situatie vermeld.
Er zijn 35 soorten, die leven in Australië en delen van Azië zoals in Nieuw-Guinea en Indonesië.

## Soorten
Geslacht Ranoidea
- Soort Nyctimystes avocalis
- Soort Nyctimystes bivocalis
- Soort Nyctimystes brevipalmatus
- Soort Nyctimystes calcaratus
- Soort Nyctimystes cheesmani
- Soort Nyctimystes cryptochrysos
- Soort Nyctimystes daymani
- Soort Nyctimystes disruptus
- Soort Nyctimystes dux
- Soort Nyctimystes eucavatus
- Soort Nyctimystes fluviatilis
- Soort Nyctimystes foricula
- Soort Nyctimystes granti
- Soort Nyctimystes gularis
- Soort Nyctimystes humeralis
- Soort Nyctimystes infrafrenatus – Reuzenboomkikker
- Soort Nyctimystes intercastellus
- Soort Nyctimystes kubori
- Soort Nyctimystes kuduki
- Soort Nyctimystes latratus
- Soort Nyctimystes montanus
- Soort Nyctimystes myolae
- Soort Nyctimystes narinosus
- Soort Nyctimystes obsoletus
- Soort Nyctimystes ocreptus
- Soort Nyctimystes papua
- Soort Nyctimystes perimetri
- Soort Nyctimystes persimilis
- Soort Nyctimystes pulcher
- Soort Nyctimystes purpureolatus
- Soort Nyctimystes sanguinolenta
- Soort Nyctimystes semipalmatus
- Soort Nyctimystes trachydermis
- Soort Nyctimystes traunae
- Soort Nyctimystes tyleri